# Douglas Fitzgerald Dowd
Douglas Fitzgerald Dowd (San Francisco, 7 dicembre 1919 – Bologna, 8 settembre 2017) è stato un economista statunitense.

## Biografia

### Carriera accademica
Dalla fine del 1940 alla fine del 1990 ha insegnato presso la Cornell University, UC Berkeley e altre università. È autore di libri che criticano il capitalismo in generale, e il capitalismo statunitense in particolare.
Ora, avendo superato i novant'anni, continua a pubblicare e ha, per molti anni, offerto un corso gratuito a San Francisco, dove viveva per metà dell'anno. Ora vive a tempo pieno a Bologna. Insegna presso la vicina Università di Modena. Molti dei suoi scritti e trascrizioni audio sono disponibili sul suo sito web.

### Famiglia
È figlio di madre ebrea e padre cattolico. La forte avversione per ogni lato della famiglia per l'altro lato lo ha portato ad abbracciare un atteggiamento antireligioso durante la sua gioventù. 
Egli afferma di essere "non-religioso", senza dire se è agnostico o ateo. Era un giovane durante gli anni della grande depressione negli Stati Uniti, e ha vissuto e partecipato alla maggior parte dei grandi eventi sociali e politici nel corso dei decenni. Era un pilota per gli Stati Uniti durante la Seconda Guerra Mondiale. Il suo insegnamento e i suoi scritti sono disseminati di aneddoti e un linguaggio coloriti, aggiungendo un tocco molto personale al suo insegnamento. (Inoltre, la sua conoscenza globale della storia e degli eventi storici offre un ottimo sfondo per il le sue avventure contenenti "io c'ero" e "io ho fatto questo".)

### Candidato alle elezioni
Dowd è stato uno dei candidati del Partito della Pace e Libertà per il vicepresidente degli Stati Uniti alle elezioni presidenziali del 1968. Ha accettato di essere in corsa a New York, al fine di evitare che venisse scelto Jerry Rubin. Il candidato presidenziale del partito quell'anno era la Pantera Nera Eldridge Cleaver, che arrivò quinto alla lontana nelle elezioni.

## Opere
- Modern Economic Problems in Historical Perspective (1965)
- Thorstein Veblen: A Critical Reappraisal; Lectures and Essays Commemorating the Hundredth Anniversary of Veblen's Birth (1965)
- America's role in the world economy:the challenge to orthodoxy (1966)
- The twisted dream: capitalist development in the United States since 1776 (1974) ISBN 978-0-87626-881-0
- Waste of Nations: Dysfunction in the World Economy (1989) ISBN 978-0-8133-0810-4
- Blues for America: A Critique, a Lament, and Some Memories (1997) ISBN 978-0-85345-982-8
- Against the Conventional Wisdom: A Primer for Current Economics Controversies and Proposals (1997) ISBN 978-0-8133-2796-9
- Capitalism and Its Economics: A Critical History (2000) ISBN 978-0-7453-1643-7
- Understanding Capitalism : Critical Analysis from Karl Marx to Amartya Sen (2002) ISBN 978-0-7453-1782-3
- Getting Haiti Right This Time : The U.S. and the Coup (2004)